# موسیقی شمال استان همدان

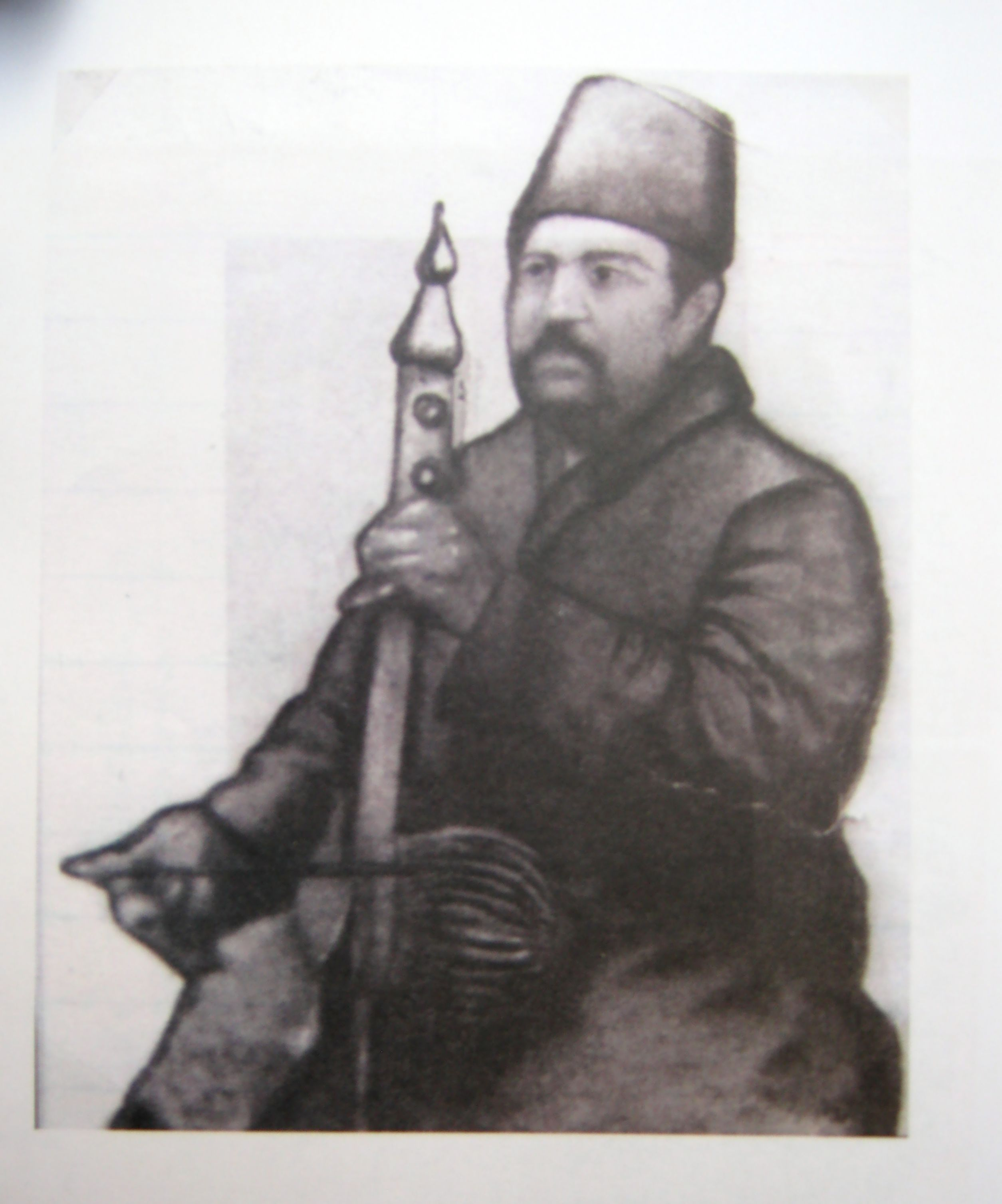
عاشق علیخان

در شهرستان‌های شمالی استان همدان: رزن، فامنین، کبودراهنگ، بهار ، صالح اباد و قسمتهایی از شهرستان‌های اسدآباد، همدان و ملایر موسیقی ترکی رایج است. این شکل از موسیقی بنا به استفاده از لحنها و پرده‌های بخصوص با موسیقی عاشیقهای آذربایجانی شباهت‌ها و تفاوتهایی دارد.

## سازهای مورد استفاده
موسیقی ترکی غالباً با ساز چگور (یا چؤگؤر) اجرا می‌شود و گاهی ساز بادی بالابان را به همراه آن می‌نوازند.
نواختن نغمات ترکی با کمانچه سه سیمه یا چهارسیمه و تار فارسی نیز کم و بیش رواج دارد.
همچنین گاهی در عروسی‌ها از دهل و سرنا و توتک (شؤددک) استفاده می‌شود.
در این ناحیه و خاصه در نواحی شمال غربی استان نواختن تنبور نیز رواج دارد.
مقامهای تنبور در بین ترکهای همدان تا حدودی با مقامهای رایج با مناطقی همچون صحنه تفاوت دارد و اشعار ترکی نیز در آن به کار می‌رود.
در اجرای موسیقی عاشیقی همدان ندرتاً از سازهای ضربی مانند دایره استفاده می‌کنند. بلکه بیشتر مقامهای ترکی این ناحیه دارای ریتمهای ضد ضرب است و نمی‌توان سازهای ضربی را با آن‌ها هماهنگ کرد یا آنکه این کار دشوار است.

## عاشیقهاو نوازندگان آذری معروف استان همدان
اصطلاح عاشیق یا آشیق در آناتولی و آذربایجان به خوانندگان سیاری دلالت داشته که انواع مختلفی از اشعار عامیانه یا داستانهای عاشقانه ترکی را خلق و اجرا می‌کرده‌اند. عاشیق در استان همدان عموماً به شخصی اطلاق می‌شود که نوازنده چگور است و در حین نواختن، به خواندن و نقل داستان می‌پردازد. غیر از نوازندگان چوگور که غالب عاشیقهای این استان را تشکیل می‌دهند، به نوازندگان تار که داستان نقل می‌کنند نیز عاشیق گفته می‌شود. از بین عاشیقها و نوازندگان موسیقی ترکی همدان (با چوگور، کمانچه، ویولون، تار، بالابان، دهل و غیره) می‌توان از افراد ذیل نام برد:
چوگور: عاشیق بالاخان دانش بیات ارشد جلالی از روستای کرفس رزن، عاشیق حیدر محمودی، عاشیق آقامعلی (علی ورمزیاری) از کبودراهنگ، عاشیق محرمعلی نادری (شرّا قهاوند)، عاشیق عباس ملایری (غلامعباس غلامی)، خدایار علی‌یاری روستای کوهین (کبودراهنگ)، اسماعیل بخشی (کبودراهنگ) عاشیق عزیز صالحی (عزیز کولی) از لتگاه لالجین، عاشیق علی خیرآبادی (شرّا)، عاشیق عزت (گنبد همدان)، عاشیق حسین آقامحمدی (گنبد همدان)،
تار: عاشیق اکبر غفوری (کبودراهنگ)، عاشیق صحبت طاهری، خان‌میرزا (کبودراهنگ)، عاشیق سلمان (روستای طاس قلعه کبودراهنگ)،
ویولون: عاشیق سلمان، عاشیق نجات
تنبور: قدیر فرهادی(گنده‌جین)
سرنا و بالابان: رحمانعلی دریایی (کبودراهنگ)، شیرویه محمدی (رزن)

## ویژگی موسیقی شمال همدان
بسیاری از مقامهای محلی این ناحیه حالت آوازی-ضربی دارد؛ چنان‌که شاید نتوان در اجرای آن‌ها به سهولت سازهای ضربی به کار برد؛ از این رو به ندرت در کنار چوگور یا کمانچه محلی، سازهایی همچون دایره می‌نوازند. همچنین گروه نوازی نیز در میان نوازندگان محلی همدان چندان رایج نیست. این ویژگی در میان عاشیقهای آذربایجان غربی، اوزانهای ترکیه و شاهسونهای قم، همچنین بخشیهای شمال خراسان و باغشی‌های ترکمن مشترک است؛ البته دونوازی به شکل چوگور و بالابان یاکمانچه و چوگور کمابیش متداول بوده‌است؛ اما گروه نوازی چند چوگور با هم یا با سازهای دیگر اصلاً مرسوم نیست. در توضیح تمایل نوازنده‌ها به تکنوازی یا عدم کاربرد سازهای ضربی، می‌توان گفت که اکثر نغمات محلی، ریتم منظم ندارند و در نواختن یک مقام، گاه از میزانهای مختلف استفاده می‌شود و تعدادی از مقامها نیز اساساً ضربی نیست. از سوی دیگر، متداول‌ترین کاربرد این موسیقی، در نقل داستان بوده‌است که عاشیقها به مناسبت حال و هوای مجلس و اقتضای داستان پردازی خود، از نغمه‌ها و مقامها و ریتمهای مختلف استفاده می‌کند؛ در حالی که کاربرد هم‌نوازی، اغلب در اجرای تصنیف است و در موسیقی ترکی منطقة همدان، تعداد تصانیف، اندک است.
عاشیقهای همدان از دیرباز در زنده نگاه داشتن موسیقی بومی این ناحیه کوشیده‌اند. ساز اصلی عاشیقها چوگور است که بازمانده ساز کهن «چونگور» است. تعدادی انگشت شمار نیز در نواختن کمانچه مهارت دارند و در دهه‌های اخیر تعدادی نیز به نواختن تار فارسی و ویولون روی آورده‌اند. بالابان و نی فلزی نیز کمابیش در میان نوازندگان محلی رایج بوده‌است.
همچنان که پیشتر گفته شد، بیشترین کاربرد موسیقی ترکی همدان در نقل داستان بوده‌است؛ همچنان که در بین عاشیقها ی آذربایجان و بخشی‌های ترکمن و ترکان شمال خراسان رایج است.

## داستانهای رایج در نواحی شمال همدان کهعاشیقهاروایتگر آن هستند
| - اصلی و کرم. - بهرام و گلندام - تیلیم‌خان و مهری - حمرا - خسته‌قاسم و لزگی‌احمد - خسرو و صنم - رضا گؤیچک - زهره و طاهرمیرزا - سلیم شمس - سیدی - شاه اسماعیل. - شیرین بیرچک | - صیاد و سادات - عاشق آیدین - عباس و گل‌گز - غریب و شاه‌صنم - کوراوغلوکوراوغلو در تارنمای هرایین - کلبی و حورزاد داستان کلبی و حورزاد با صدای عاشیق مسیح الله رضایی - گرگرلی محمد - محمد بیگ‌جان سوداگر - محمد و پری - محمود و نگار - معصوم و افروزپری - ورقه و گلشاه |

## عنوان چند مقام محلی
چند مقام که در ترکی گویش همدان هوا یا صوت نیز گفته می‌شود:
- بوتون‌شکسته
- بیاتی
- چرّا (منسوب به شرّاء همدان)
- دوبیتی
- ردبار (رودبار)
- زارُتمه
- شاختایی
- عثمانلی
- قُبا (یا کسمه)
- نیم‌قُبا
- کَرَم (یانقون کَرَم، هجران کَرَم، یورقون کَرَم و لَلَه کَرم)
- کوراوغلو
- گرایلی
- کله گرایلی
- ماران (منسوب به مهاجران)
- مهربان (به چند مقام مشابه اطلاق می‌شود).
- هشتری
- یاریم‌شکسته (یا گزمه)

عاشیقها ی قدیمی اجرای خود را با شاختایی آغاز کرده، گرایلی می‌نواخته‌اند و سپس از مقامهای دیگر استفاده می‌کرده‌اند. امروزه چنین ترتیبی رعایت نمی‌شود.
تقریباً تا سه دههٔ قبل تعدادی تصنیف در این منطقه رایج بود؛ اما امروزه به‌ندرت خوانده می‌شوند. این تصانیف محلی در مایهٔ شبیه به شور فارسی اجرا می‌شوند.
مقامهای ترکی در مقایسه با موسیقی فارسی، در مایه‌هایی شبیه به افشاری، راست‌پنجگاه و شور اجرا می‌شوند.
چند سال پیش یکی از نوازندگان محلی به نام عاشیق‌عزیز تصنیفی ساخت که مورد توجه بسیاری از ترک‌زبانان همدان قرار گرفت و اوجه داغلر صوتی نام گرفت.
چند نغمه مربوط به شاهسونان ساوه و قم نیز در بین نوازندگان و خوانندگان این ناحیه با عنوان شاهسؤونلر صوتی رایج است. همچنین مقامی به نام زرگری کم و بیش اجرا می‌شود که به نوازندگان قوم زرگر اطراف ساوه منسوب است.

## شاعرانی که اشعارشان در بینعاشیقهای منطقه رایج است
خسته قاسم تیکمه‌داشلی، رضا بهاری، شاه اسماعیل صفوی، عباس توفارقانلی. تیلیم خان اهل روستای مرغی(Maraghey) در مناطق مزلقان کیلومتر ۷۰جاده ساوه به همدان

## منبع و توضیحات
1. ↑  میرزا علی‌خان بهاری از نوازندگان کمانچه در دورهٔ قاجار
2. ↑  مفهوم عاشق در فرهنگ موسیقایی شمال خراسان، بلام استیون، ترجمه هومان اسعدی، فصلنامه موسیقی ماهور، سال پنجم، شماره ۱۷
3. ↑  موسیقی عاشیق‌های همدان، ایلناز رهبر، فصلنامه موسیقی ماهور، سال نهم شماره ۳۵، بهار ۱۳۸۶
4. ↑  «The Role of Education as a Tool in Transmitting Cultural Stereotypes Words (Formal's):The Case of "Kerem and Asli" Story» (PDF). International Journal of Humanities and Social Science. کاراکتر line feed character در |عنوان= در موقعیت 75 (کمک)
5. ↑  Gallagher, Amelia. "The Transformation of Shah Ismail Safevi in the Turkish Hikaye". Journal of Folklore Research. 46 (2): 173–196.